# أشلي كونور
أشلي كونور (بالإنجليزية: Ashleigh Connor)‏ هي لاعبة كرة قدم أسترالية، ولدت في 3 سبتمبر 1989 في City of Campbelltown (New South Wales) ‏ في أستراليا، وتوفيت في 21 يوليو 2011 بسبب حادث مرور. شاركت مع منتخب أستراليا لكرة القدم. أما مع النوادي، فقد لعبت مع سنترال كوست مارينرز.

## وصلات خارجية
- أشلي كونور على موقع قاعدة بيانات كرة القدم.إي يو (الإنجليزية)
- أشلي كونور على موقع Soccerway.com (الإنجليزية)